# Coelichneumon sassacoides
Coelichneumon sassacoides är en stekelart som beskrevs av Heinrich 1961. Coelichneumon sassacoides ingår i släktet Coelichneumon och familjen brokparasitsteklar. Inga underarter finns listade i Catalogue of Life.